# Asienspiele 2022/Breaking
Bei den Asienspielen 2022 wurden vom 6. bis 7. Oktober 2023 insgesamt zwei Wettbewerbe im Breaking ausgetragen, davon je einer bei den Männern und bei den Frauen. Austragungsort war das Gongshu Canal Sports Park Gymnasium.
Die Gewinner qualifizierten sich für die Olympischen Sommerspiele 2024 in Paris.

## Bilanz

### Medaillenspiegel
| Platz  | Land     | Gold | Silber | Bronze | Gesamt |
| ------ | -------- | ---- | ------ | ------ | ------ |
| 1      | Japan    | 1    | 1      | 1      | 3      |
| 2      | China    | 1    | —      | 1      | 2      |
| 3      | Südkorea | —    | 1      | —      | 1      |
| Gesamt | Gesamt   | 2    | 2      | 2      | 6      |

### Medaillengewinner
| Disziplin | Gold              | Silber       | Bronze          |
| --------- | ----------------- | ------------ | --------------- |
| B-Boys    | Shigeyuki Nakarai | Kim Hong-yul | Qi Xiangyu      |
| B-Girls   | Liu Qingyi        | Ami Yuasa    | Ayumi Fukushima |